# 国際連合中央アフリカ・チャド・ミッション
国際連合中央アフリカ・チャド・ミッション（こくさいれんごうちゅうおうアフリカ・チャド・ミッション United Nations Mission in the Central African Republic and Chad,MINURCAT）は、中央アフリカ・チャドに展開していた国際連合平和維持活動。2007年9月25日の国際連合安全保障理事会決議1778に基づき設立された。ダルフール紛争の余波で不安定化してきている中央アフリカおよびチャドにおいて、現地警察などを支援し、治安維持を図るほか、難民・現地住民の保護・人権監視を行う。アフリカ連合ダルフール派遣団 (AMIS) や欧州連合部隊 チャド・中央アフリカ (EUFOR Tchad/RCA) とも連携を図っている。

## 概要
2003年以降、ダルフール紛争の激化により、スーダン西部・ダルフール地方は治安状況が悪化、難民がチャド国内へ流入してきていた。加えて、チャドおよび中央アフリカの反政府武装勢力がダルフール地方を拠点に活動を行うようになったことから、両国の治安状況も悪化してきていた。ダルフール地方にはAMISが展開していたが、悪化の歯止めとはならず、チャドおよび中央アフリカにおいても独自に平和維持活動が必要とされる状況となった。
このような状況を受けて2007年9月25日に安保理決議1778を採択し、国際連合中央アフリカ・チャド・ミッション (MINURCAT) を設立、両国を支援することとなった。MINURCATはチャド東部および中央アフリカ北東部に展開する。当初規模は文民警察官300名で、任務は現地国軍・警察・国家憲兵を支援し、治安維持を図り、難民・現地住民の保護・人権監視を行うものである。ほぼ同時にEUFOR Tchad/RCAも現地に派遣され、MINURCATの平和維持軍的機能を担う。平和維持軍はEUFOR Tchad/RCAより順次MINURCATへの移管が考慮されており、2009年1月14日の決議1861により、軍事要員を最大5,200名を加えることが承認された。活動期限は順次延長されたが、総選挙を控えスーダンとの関係好転を狙うチャドからの要請により2010年、撤退が決議された。